# Richard van der Borght
Richard van der Borght (* 18. Januar 1861 in Potsdam; † 18. April 1926 in Berlin) war ein deutscher Verwaltungsjurist, Hochschullehrer und Statistiker.

## Leben
Van der Borght studierte zunächst Theologie, später Staatswissenschaften in Halle. 1884 wurde er Syndikus der Handelskammer in Aachen, 1890 desgleichen in Köln. Zwischen 1892 und 1900 war er der erste Ordentliche Professor für Nationalökonomie und Jurisprudenz an der Technischen Hochschule Aachen. Von 1898 bis 1900 war van der Borght Abgeordneter im Preußischen Abgeordnetenhaus, seit 1901 Geheimer Regierungsrat und Rat im Reichsamt des Innern. Von Mai 1904 bis 1912 amtierte er als Nachfolger von Leopold Wilhelmi als Präsident des Kaiserlichen Statistischen Reichsamtes in Berlin.
Van der Borghts Hauptarbeitsgebiete waren Statistische Studien, Verkehrswissenschaft, Versicherungswesen und Fragen der Preisentwicklung.
Nach seinem Tod wurde er auf dem Friedhof Wilmersdorf in Berlin beigesetzt.

## Werke
- Die wirtschaftliche Bedeutung der Rhein-Seeschiffahrt. Köln: Selbstverlag der Handelskammer, 1892 (Universität Köln)
- "A history of banking in all the leading nations; comprising the United States; Great Britain; Germany; Austro-Hungary; France; Italy; Belgium; Spain; Switzerland; Portugal; Roumania; Russia; Holland; the Scandinavian nations; Canada; China; Japan; by Sumner, William Graham, 1840-1910; Macleod, Henry Dunning, 1821-1902; Horn, Antoine E; Townsend, John Pomeroy, 1832-1898; Des Essars, Pierre; Raffalovich, Arthur, 1853-1921; Walker, Byron Edmund, Sir, 1848-1924; Wirth, Max, 1822-1900; Borght, R. van der (Richard), 1861-1926; Jensen, Adolph Ludwig Otto, 1866-; Soyeda, Juichi; Jernigan, Thomas R." (Cornell University Library)